# Blohm & Voss P 209
Die Blohm & Voss P 209 war eine von mehreren Projektstudien eines einsitzigen deutschen Strahljägers aus dem Jahr 1944.

## P 209.01
Der ursprüngliche Entwurf war eine strahlgetriebene Weiterentwicklung der einsitzigen propellergetriebenen P 208. Mit den fast gleichen Flügeln wie bei der P 208 hatte der Jet einen größeren Rumpf, um das in der Entwicklung befindliche Heinkel HeS 011-Strahltriebwerk unterbringen zu können. Der dreieckige Querschnitt, der dem des Düsenjägers Messerschmitt Me 262 nicht unähnlich war, ermöglichte den Einbau der Bugbewaffnung weiter hinten, auf beiden Seiten des Bugeinlasses und des Cockpits. Dadurch konnten auch die Hauptfahrwerksräder in den Rumpf eingefahren werden.
Die Höchstgeschwindigkeit sollte 990 km/h bei einer Dienstgipfelhöhe von 8800 m betragen.

## Technische Daten
| Kenngröße                      | Daten (P 209.1)                                          | Daten (P209.2)                                           |
| ------------------------------ | -------------------------------------------------------- | -------------------------------------------------------- |
| Besatzung                      | 1                                                        | 1                                                        |
| Spannweite                     | 7,70 m                                                   | 8,10 m                                                   |
| Länge                          | 7,30 m                                                   | 9,20 m                                                   |
| Höhe                           | 2,50 m                                                   | 3,38 m                                                   |
| Flügelfläche                   | 13,0 m²                                                  | 14,0 m²                                                  |
| Flügelstreckung                | 4,56                                                     | 4,69                                                     |
| Pfeilung in 0,25 m Flügeltiefe | 35°                                                      | −35°                                                     |
| Flächenbelastung               | 267 kg/m²                                                | 292 kg/m²                                                |
| Rüstmasse                      |                                                          | 2674 kg                                                  |
| Startmasse                     | 3470 kg                                                  | 4094 kg                                                  |
| Antrieb                        | ein Strahltriebwerk Heinkel He S 011                     | ein Strahltriebwerk Heinkel He S 011                     |
| Standschub                     | 1.300 kp                                                 | 1.300 kp                                                 |
| Höchstgeschwindigkeit          | 900 km/h in 8.800 m Höhe                                 | 988 km/h in 9.000 m Höhe                                 |
| Anfangssteiggeschwindigkeit    | 25,8 m/s                                                 | ca. 26 m/s                                               |
| Steigzeit                      |                                                          | 13 min auf 10.000 m Höhe                                 |
| Dienstgipfelhöhe               | 11.200 m                                                 | 12.000 m                                                 |
| Reichweite                     |                                                          | 1.025 km                                                 |
| Flugdauer                      | ca. 1 h in 7.000 m Höhe bei 100 % Schub                  | 1,5 h                                                    |
| Bewaffnung                     | zwei MK 108, 30 mm P 209.02 optional eine weitere MK 108 | zwei MK 108, 30 mm P 209.02 optional eine weitere MK 108 |